# Paul Haarhuis
Paul Haarhuis, född 19 februari 1966 i Eindhoven, är en nederländsk före detta tennisspelare. Han har bland annat vunnit herrdubbeln i Wimbledonmästerskapen.